# Sissonne (Aisne)
Pour les articles homonymes, voir Sissonne.
Sissonne est une commune française située dans le département de l'Aisne, en région Hauts-de-France.

## Géographie
- 1Carte dynamique
- 2Carte OpenStreetMap
- 3Carte topographique
- 4Carte avec les communes environnantes
- 5Entrée de la commune

Sissonne se trouve à près de 20 km à l'est de Laon.

### Hydrographie
La commune est située dans le bassin Seine-Normandie. Elle est drainée par la Souche, le Pointy, le cours d'eau 01 de la commune de Marchais, le cours d'eau 01 de la commune de Sissonne et le cours d'eau 02 de la commune de Sissonne,,.
La Souche, d'une longueur de 32 km, prend sa source dans la commune  et se jette  dans la Serre à Crécy-sur-Serre, après avoir traversé douze communes.
Le Pointy, d'une longueur de 12 km, prend sa source dans la commune de Dizy-le-Gros et se jette  dans la Souche à Liesse-Notre-Dame, après avoir traversé sept communes.

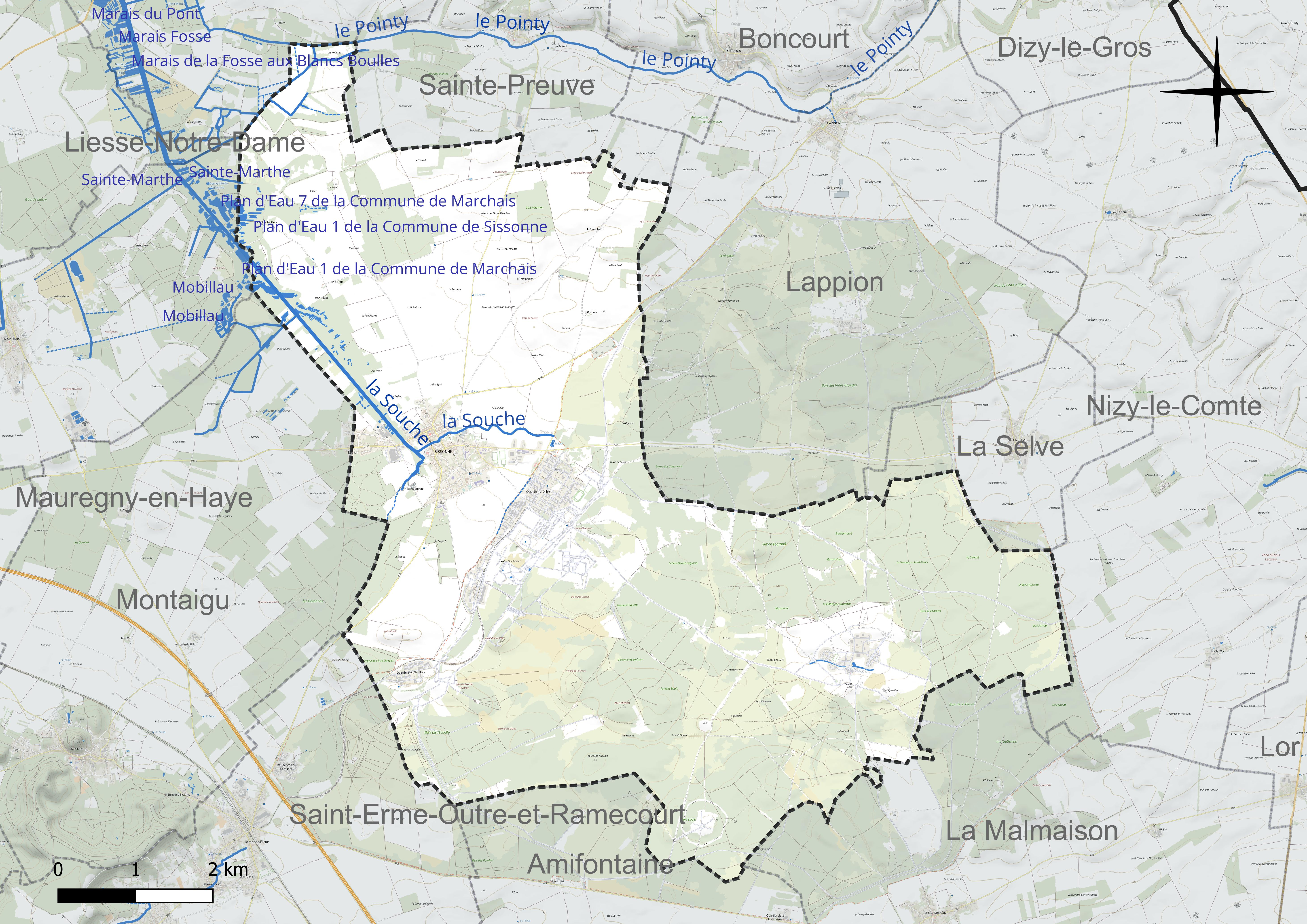
Réseau hydrographique de Sissonne.

Trois plans d'eau complètent le réseau hydrographique : le plan d'eau 1 de la commune de Sissonne (0,7 ha), le plan d'eau 2 de la commune de Sissonne (0,8 ha) et le plan d'eau 3 de la commune de Marchais, d'une superficie totale de 0,4 ha (0 ha sur la commune),.

### Climat
Pour des articles plus généraux, voir Climat des Hauts-de-France et Climat de l'Aisne.
En 2010, le climat de la commune est de type climat océanique dégradé des plaines du Centre et du Nord, selon une étude du CNRS s'appuyant sur une série de données couvrant la période 1971-2000. En 2020, Météo-France publie une typologie des climats de la France métropolitaine dans laquelle la commune est exposée à un climat océanique altéré et est dans la région climatique Nord-est du bassin Parisien, caractérisée par un ensoleillement médiocre, une pluviométrie moyenne régulièrement répartie au cours de l'année et un hiver froid (3 °C).
Pour la période 1971-2000, la température annuelle moyenne est de 10,3 °C, avec une amplitude thermique annuelle de 15,3 °C. Le cumul annuel moyen de précipitations est de 711 mm, avec 11,4 jours de précipitations en janvier et 8,7 jours en juillet. Pour la période 1991-2020, la température moyenne annuelle observée sur la station météorologique la plus proche, située sur la commune de La Selve à 8 km à vol d'oiseau, est de 10,8 °C et le cumul annuel moyen de précipitations est de 710,7 mm,. Pour l'avenir, les paramètres climatiques de la commune estimés pour 2050 selon différents scénarios d'émission de gaz à effet de serre sont consultables sur un site dédié publié par Météo-France en novembre 2022.

## Urbanisme

### Typologie
Au 1er janvier 2024, Sissonne est catégorisée bourg rural, selon la nouvelle grille communale de densité à 7 niveaux définie par l'Insee en 2022.
Elle appartient à l'unité urbaine de Sissonne, une unité urbaine monocommunale constituant une ville isolée,. La commune est en outre hors attraction des villes,.

### Occupation des sols
L'occupation des sols de la commune, telle qu'elle ressort de la base de données européenne d'occupation biophysique des sols Corine Land Cover (CLC), est marquée par l'importance des forêts et milieux semi-naturels (60,6 % en 2018), en diminution par rapport à 1990 (62,6 %). La répartition détaillée en 2018 est la suivante : 
forêts (31,8 %), terres arables (28,9 %), milieux à végétation arbustive et/ou herbacée (28,8 %), zones industrielles ou commerciales et réseaux de communication (3,9 %), zones urbanisées (2,8 %), prairies (2 %), zones humides intérieures (1,2 %), zones agricoles hétérogènes (0,6 %).
L'évolution de l'occupation des sols de la commune et de ses infrastructures peut être observée sur les différentes représentations cartographiques du territoire : la carte de Cassini (XVIIIe siècle), la carte d'état-major (1820-1866) et les cartes ou photos aériennes de l'IGN pour la période actuelle (1950 à aujourd'hui).

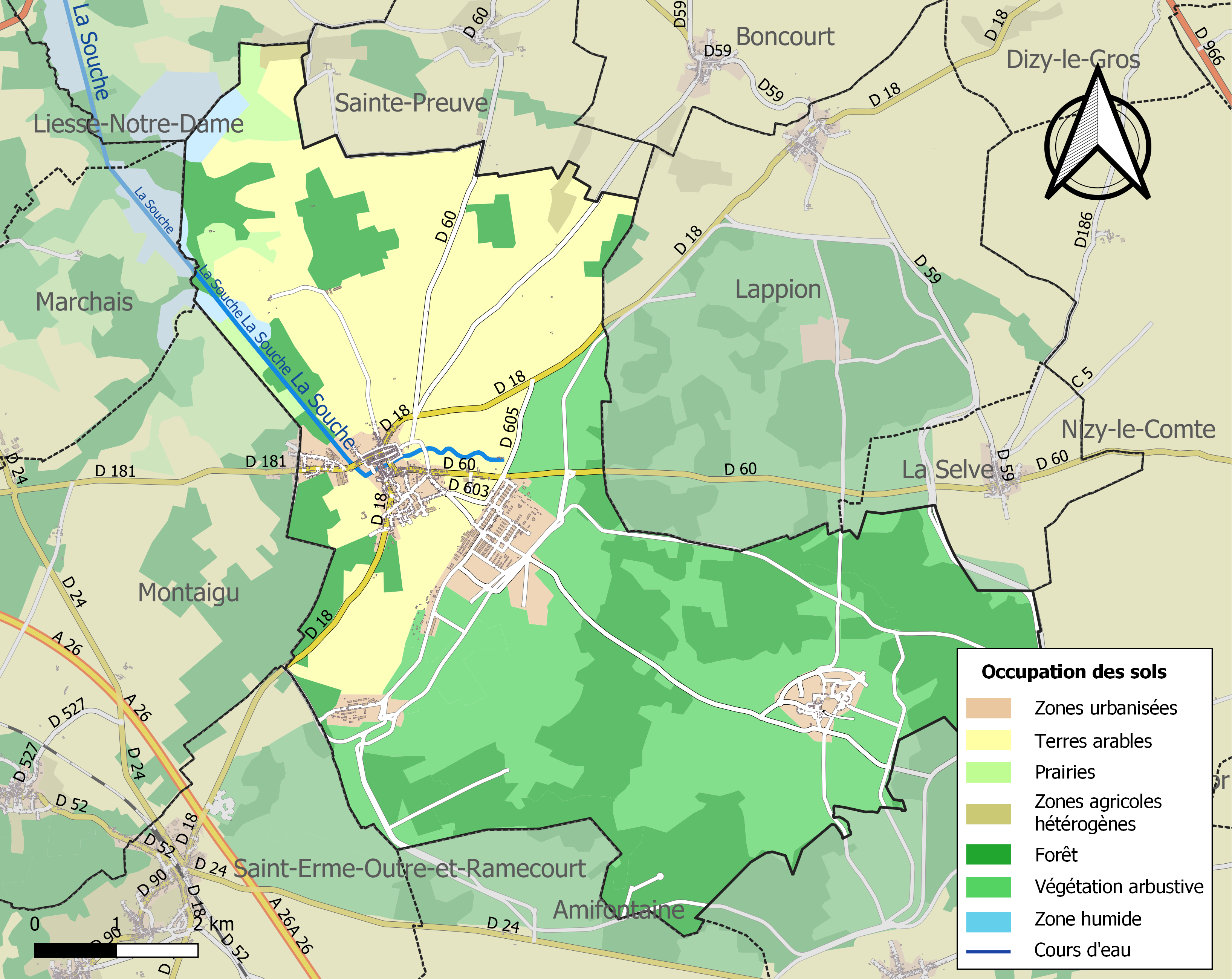
Carte de l'occupation des sols de la commune en 2018 (CLC).

## Toponymie
Le toponymiste Ernest Nègre indique que le nom tire son origine des Saxons (saxon-ia terra, terre des saxons). Il atteste la forme latine Sessonia dans une charte de 1107 comme plus ancienne connu ; d'autres formes anciennes sont Suessonia 1141 et Sisona en 1210.
Sens probable : « lieu où habitent des Saxons ».

## Histoire

### Moyen Âge
- La charte de 1107 fait mention de la donation par Gaudry (évêque de Laon) de l'altare de Sessonia à l'abbaye de Saint-Michel-en-Thiérache[21].
- Un document de 1141 indique que le village de Jeoffrécourt est donné par le seigneur Pierre de Sissonne à l'abbaye de Vauclair : dotation de «quatre charruées de terre», soit environ 150 hectares au lieudit la Cour de Geoffroi (Geoffridi curtis)[22].
- Plusieurs actes font mention de fils du précédent, Guillaume, qui devient seigneur de Sissonne vers 1148 ou 1153[23].
- Dans un acte de 1210 on parle de Milon, seigneur de Sissonne et de setiers de blé, mesure de Sissonne[24].

## Politique et administration

### Découpage territorial
La commune de Sissonne est membre de la communauté de communes de la Champagne Picarde, un établissement public de coopération intercommunale (EPCI) à fiscalité propre créé le 22 décembre 1995 dont le siège est à Saint-Erme-Outre-et-Ramecourt. Ce dernier est par ailleurs membre d'autres groupements intercommunaux.
Sur le plan administratif, elle est rattachée à l'arrondissement de Laon, au département de l'Aisne et à la région Hauts-de-France. Sur le plan électoral, elle dépend du canton de Villeneuve-sur-Aisne pour l'élection des conseillers départementaux, depuis le redécoupage cantonal de 2014 entré en vigueur en 2015, et de la première circonscription de l'Aisne  pour les élections législatives, depuis le dernier découpage électoral de 2010.

### Administration municipale
| Période                                  | Période                   | Identité           | Étiquette | Qualité                                |
| ---------------------------------------- | ------------------------- | ------------------ | --------- | -------------------------------------- |
| avant 1875                               | après 1876                | Laisnée            |           |                                        |
| Les données manquantes sont à compléter. |                           |                    |           |                                        |
| octobre 1944                             | 16 août 1957              | Hector Porez       |           | Décédé en fonction                     |
| octobre 1957                             | février 1971              | Jean Horemans      |           |                                        |
| mars 1971                                | octobre 2006              | François Lesein    | UDF       | Sénateur Décédé en fonction            |
| 2 novembre 2006                          | mars 2008                 | Michel Devrière    |           |                                        |
| mars 2008                                | 2014                      | Pierre-Marie Lebée | PS        | Conseiller général                     |
| 2014                                     | En cours (au 26 mai 2020) | Christian Vannobel | MoDem     | Médecin Réélu pour le mandat 2020-2026 |

## Démographie
L'évolution du nombre d'habitants est connue à travers les recensements de la population effectués dans la commune depuis 1793. Pour les communes de moins de 10 000 habitants, une enquête de recensement portant sur toute la population est réalisée tous les cinq ans, les populations de référence des années intermédiaires étant quant à elles estimées par interpolation ou extrapolation. Pour la commune, le premier recensement exhaustif entrant dans le cadre du nouveau dispositif a été réalisé en 2008.

En 2022, la commune comptait 2 061 habitants, en évolution de −0,67 % par rapport à 2016 (Aisne : −1,97 %, France hors Mayotte : +2,11 %).
| 1793  | 1800  | 1806  | 1821  | 1831  | 1836  | 1841  | 1846  | 1851  |
| ----- | ----- | ----- | ----- | ----- | ----- | ----- | ----- | ----- |
| 1 040 | 1 094 | 1 074 | 1 209 | 1 315 | 1 323 | 1 403 | 1 372 | 1 450 |

| 1856  | 1861  | 1866  | 1872  | 1876  | 1881  | 1886  | 1891  | 1896  |
| ----- | ----- | ----- | ----- | ----- | ----- | ----- | ----- | ----- |
| 1 502 | 1 509 | 1 455 | 1 430 | 1 551 | 1 517 | 1 527 | 1 482 | 1 443 |

| 1901  | 1906  | 1911  | 1921  | 1926  | 1931  | 1936  | 1946  | 1954  |
| ----- | ----- | ----- | ----- | ----- | ----- | ----- | ----- | ----- |
| 1 679 | 1 737 | 1 980 | 2 114 | 3 161 | 6 327 | 8 271 | 1 742 | 2 789 |

| 1962  | 1968  | 1975  | 1982  | 1990  | 1999  | 2006  | 2008  | 2013  |
| ----- | ----- | ----- | ----- | ----- | ----- | ----- | ----- | ----- |
| 2 162 | 2 405 | 2 303 | 2 229 | 2 315 | 2 113 | 2 242 | 2 149 | 2 072 |

| 2018  | 2022  | - | - | - | - | - | - | - |
| ----- | ----- | - | - | - | - | - | - | - |
| 2 034 | 2 061 | - | - | - | - | - | - | - |

## Enseignement
- École maternelle.
- École primaire Guillaume-Dupré (rue Guillaume-Dupré).
- Collège Froehlicher (rue des Vieux-Moulins).

## Sports
- Judo club
- Salle des jeunes
- Skate Park
- Football
- Tennis
- Salle omnisports
- Pétanque
- Moto cross axonais
- Piscine en réhabilitation jusque fin 2021[36]

## Culture
- Bibliothèque municipale
- École de musique

## Camp d'entraînement militaire

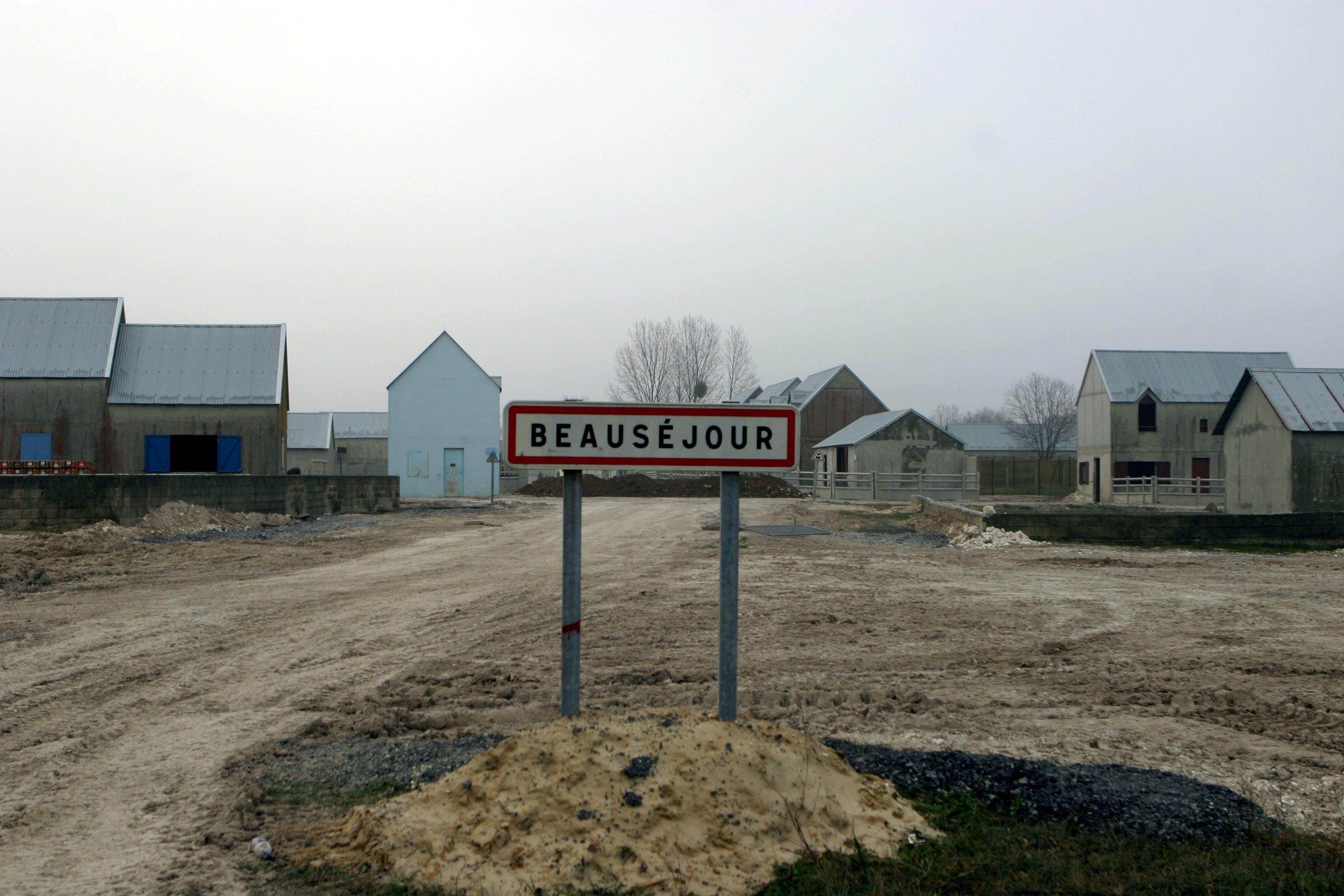
Le centre d'entraînement aux actions en zone urbaine.

Elle est le lieu d'un camp d'entraînement militaire principalement destiné à la guerre en milieu urbain dans le cadre du Mandat Azur : « Action en zone urbaine »,.

## Culture locale et patrimoine

### Lieux et monuments
- L'église Saint-Martin et son cimetière : l'église et ses vitraux ont été partiellement détruits pendant la Première Guerre mondiale. En 1935, elle a été ornée de nouveaux vitraux réalisés par le maître verrier Charles Lorin des ateliers Lorin de Chartres[39].

L'église Saint-Martin
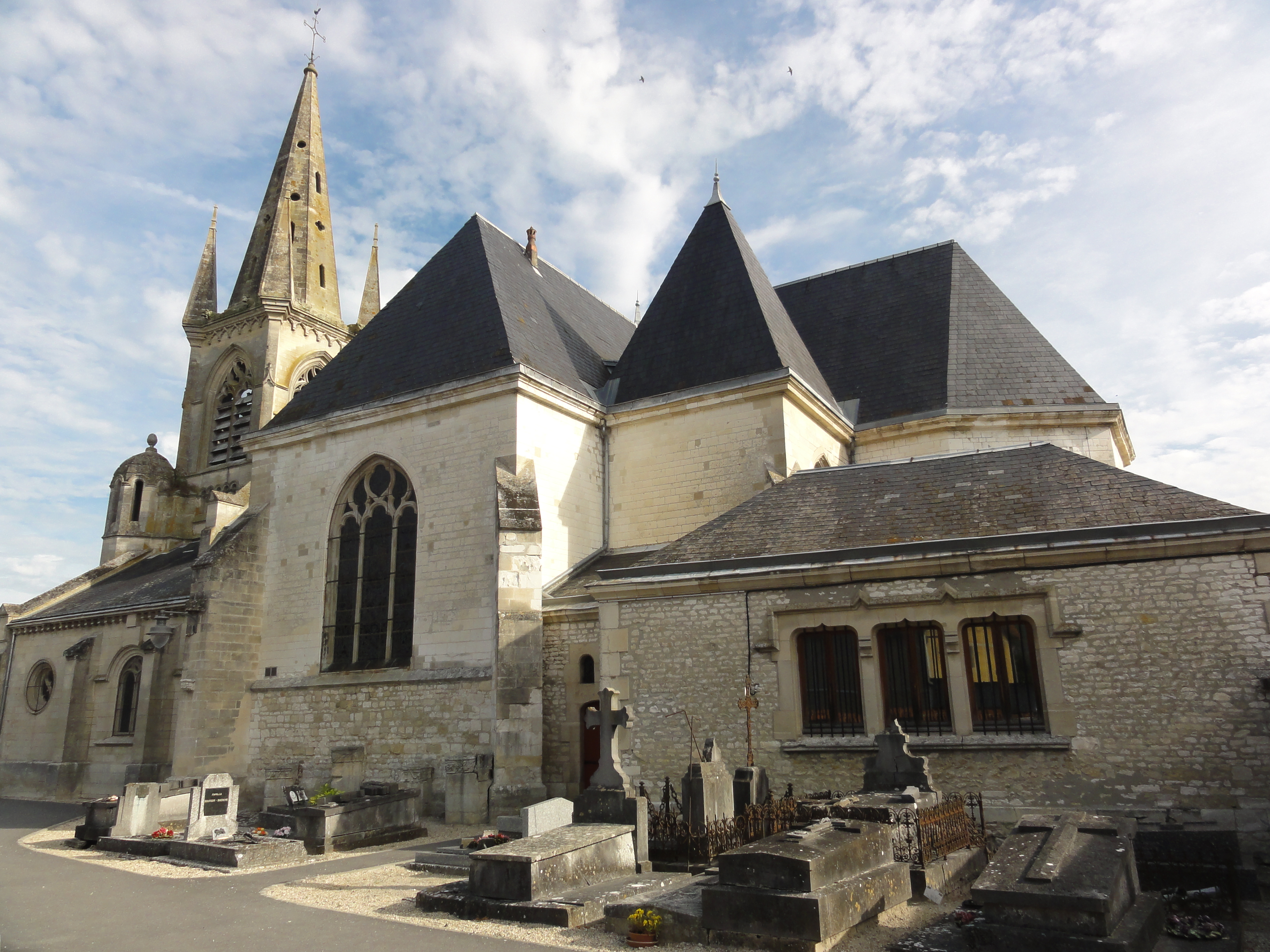
Vue générale.
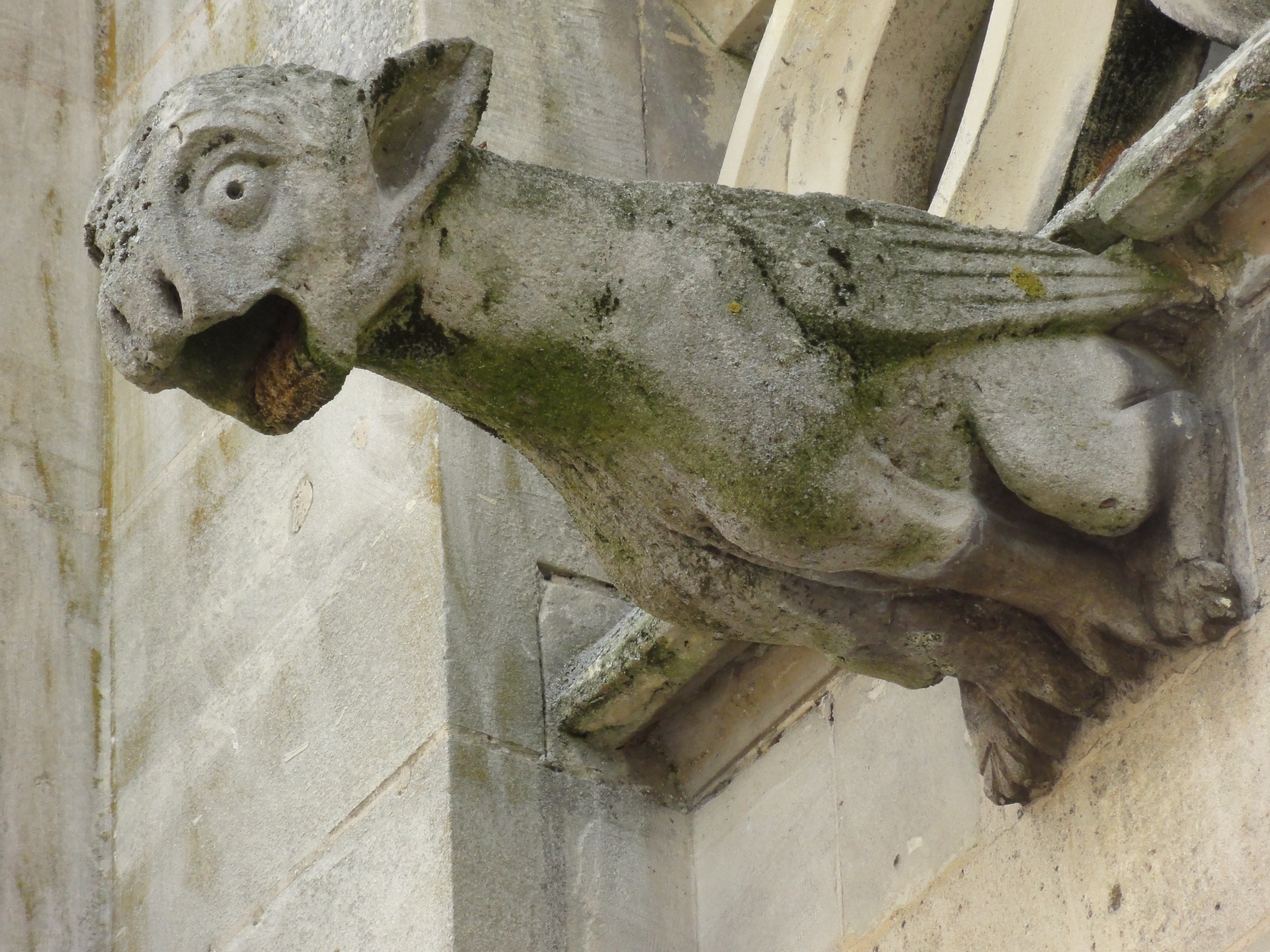
Gargouille.
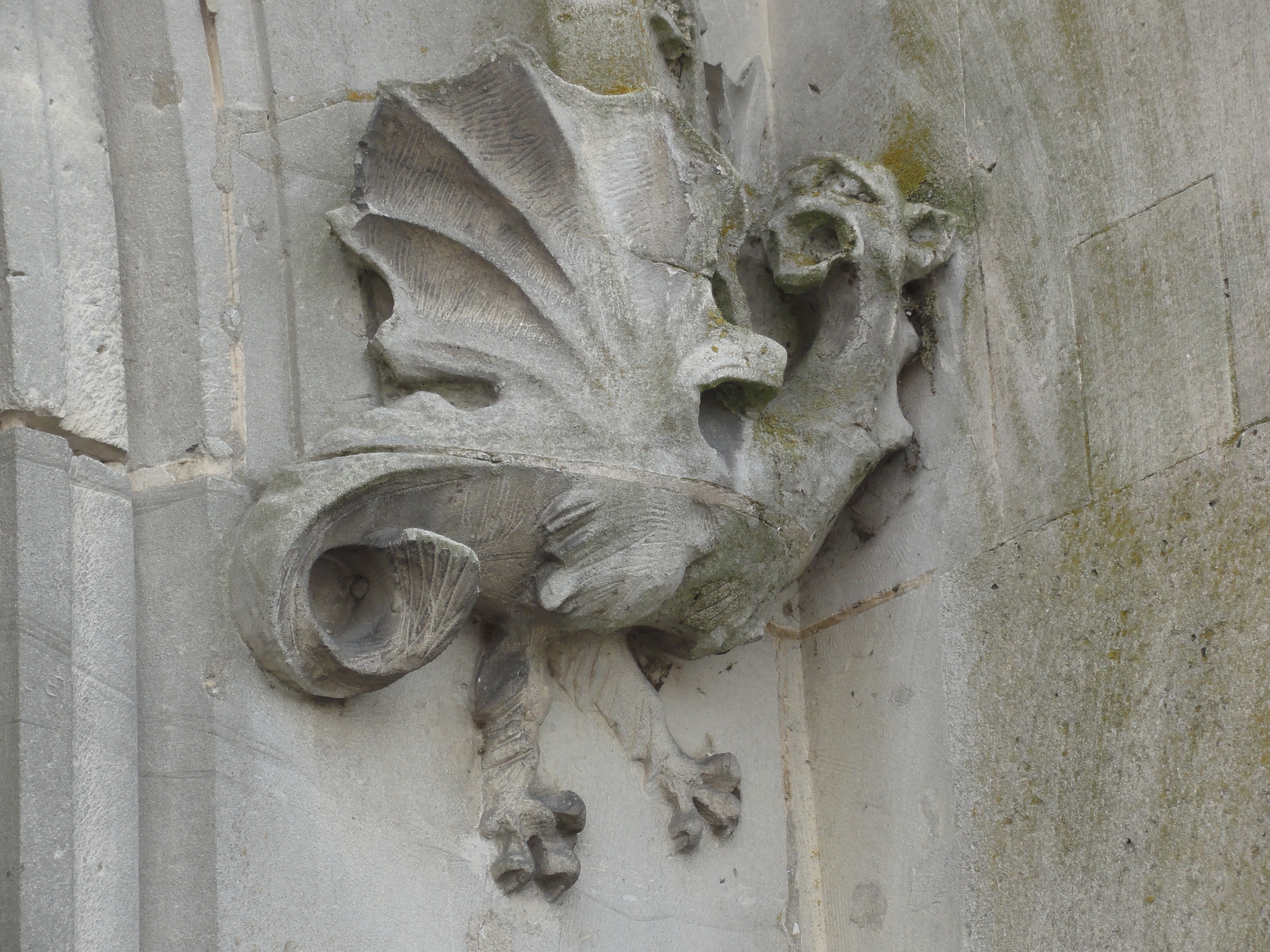
Dragon sculpté.
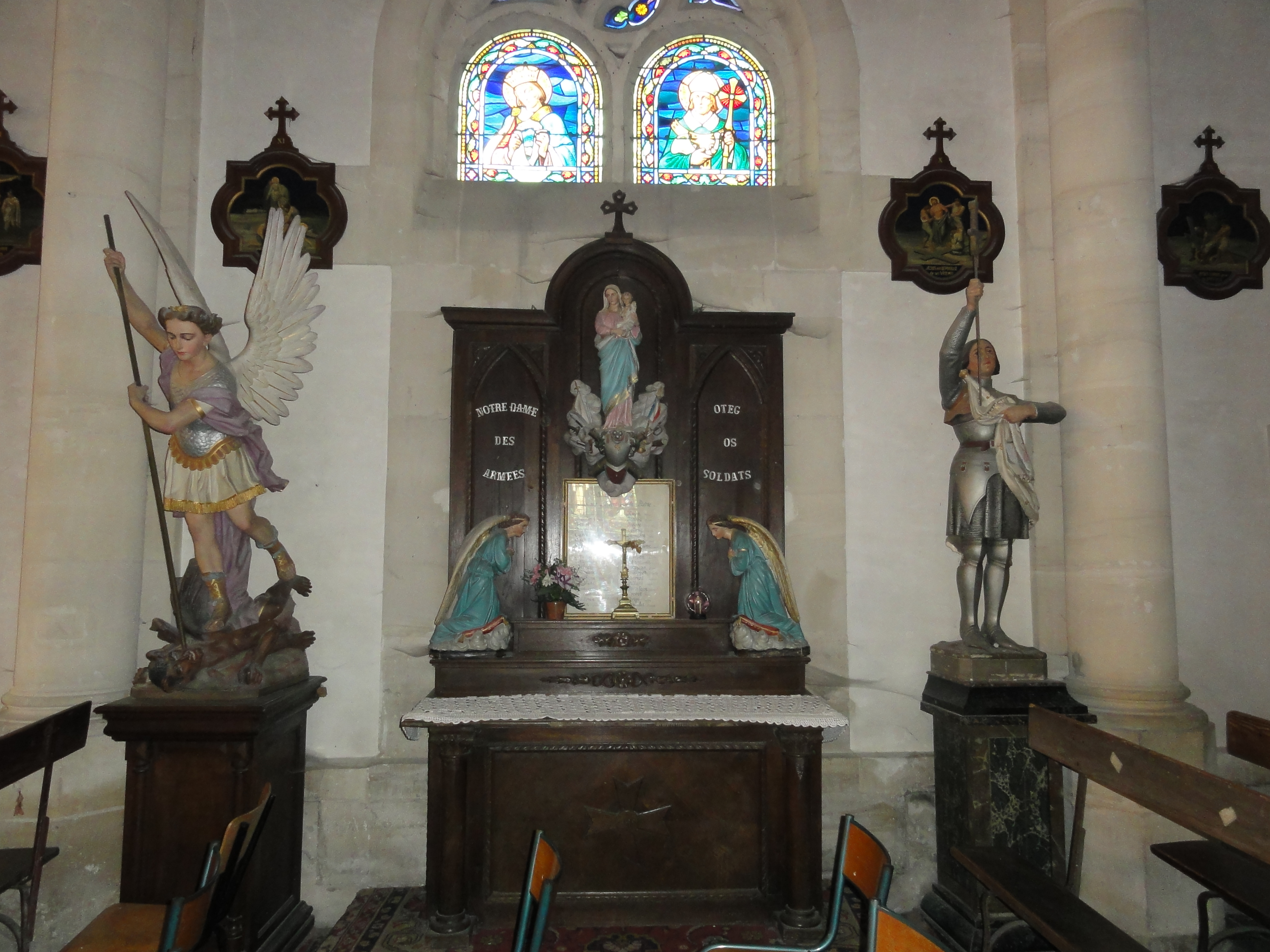
Autel Notre-Dame-des-Armées.
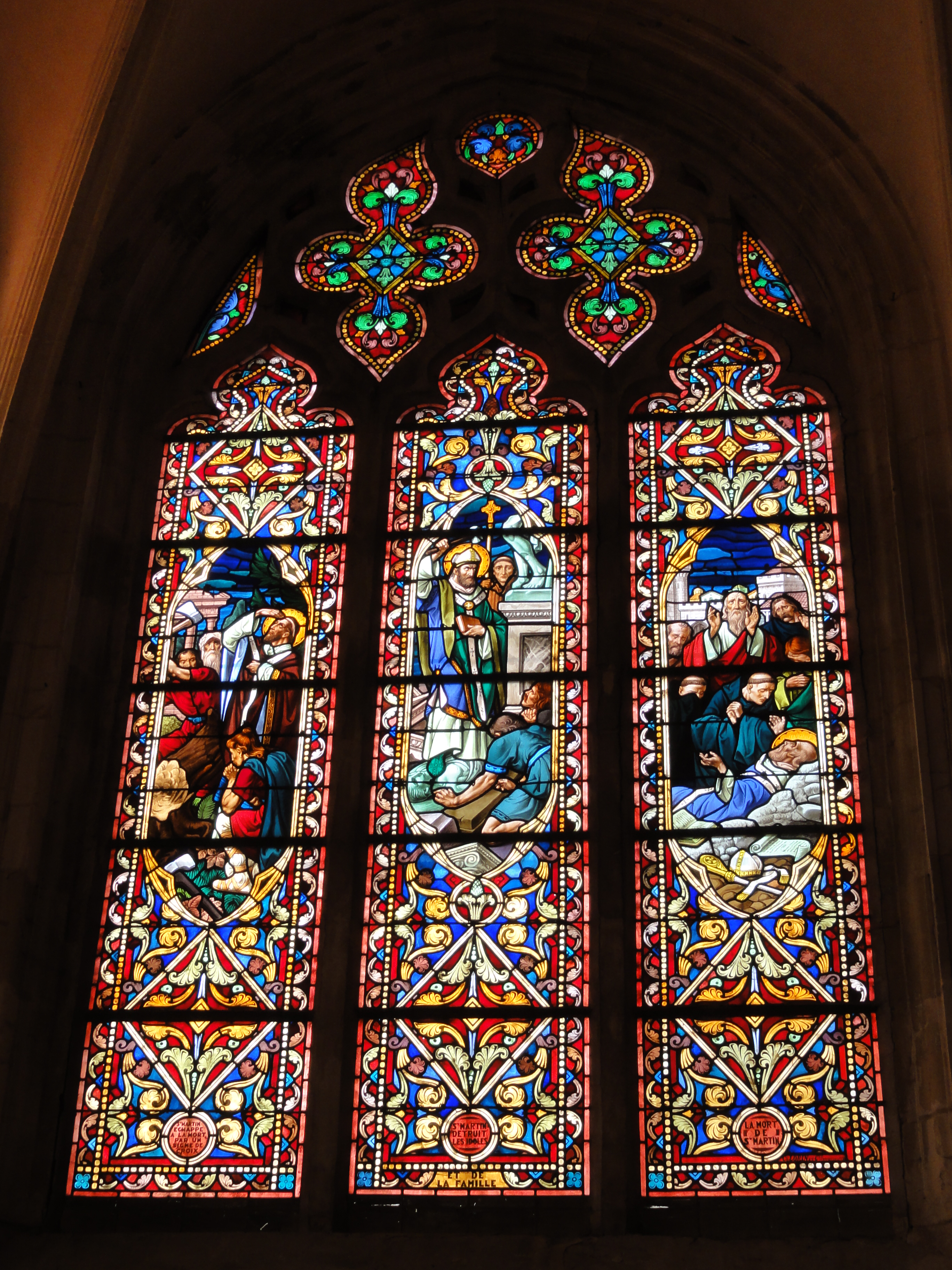
Vitrail de saint Martin.
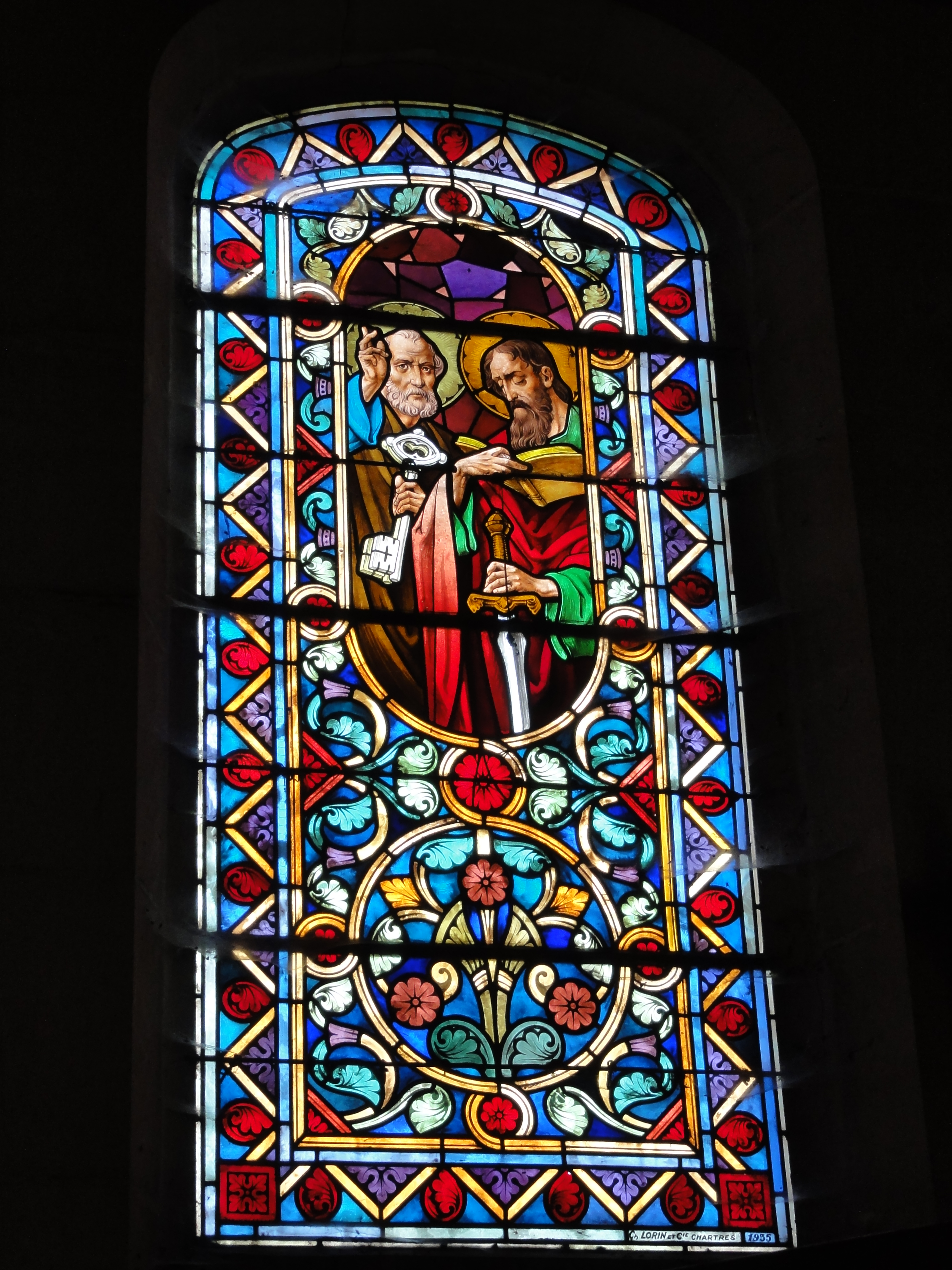
Saint Pierre recevant les clés du Paradis.
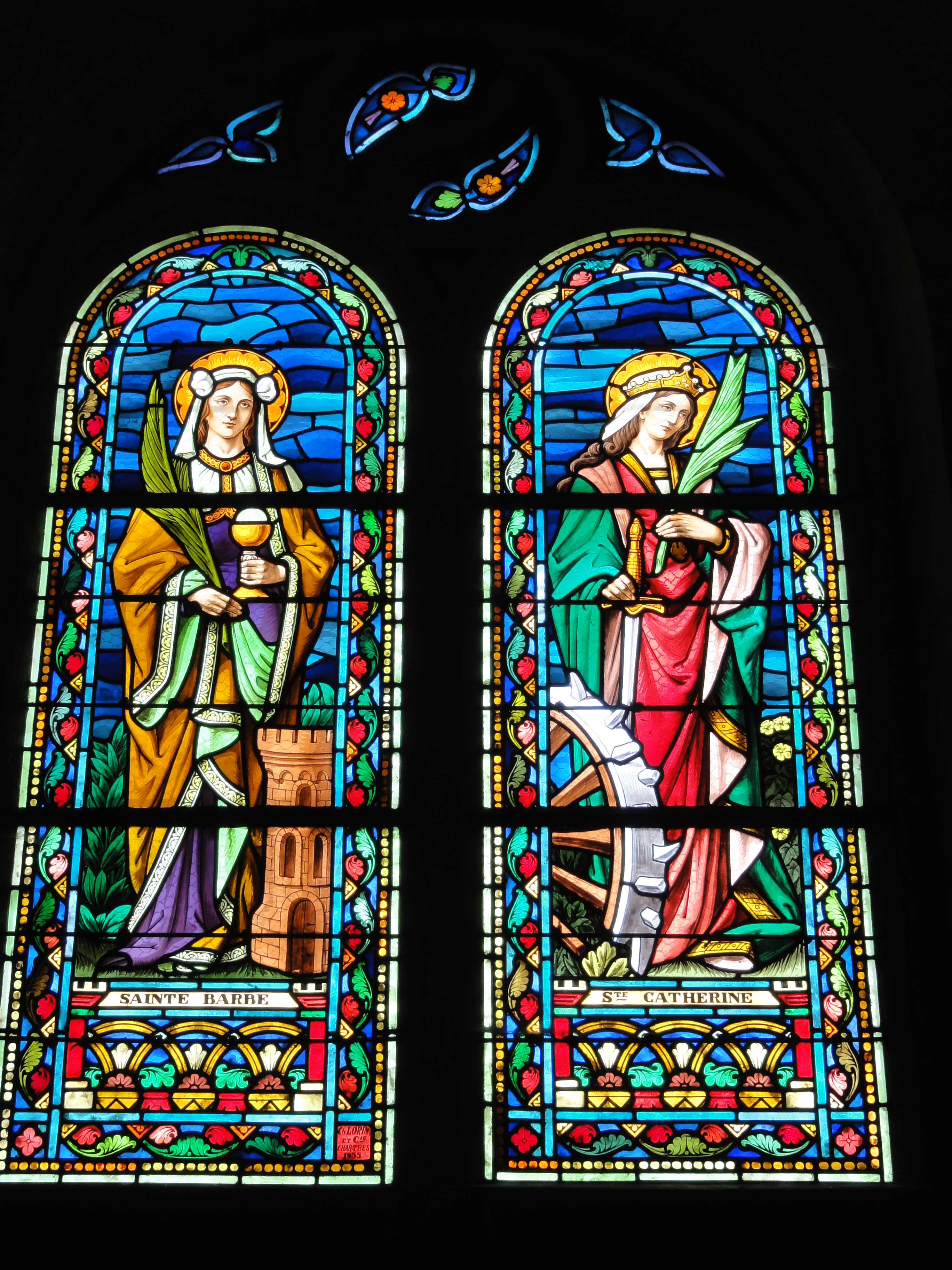
Vitrail de sainte Barbe, sainte Catherine.
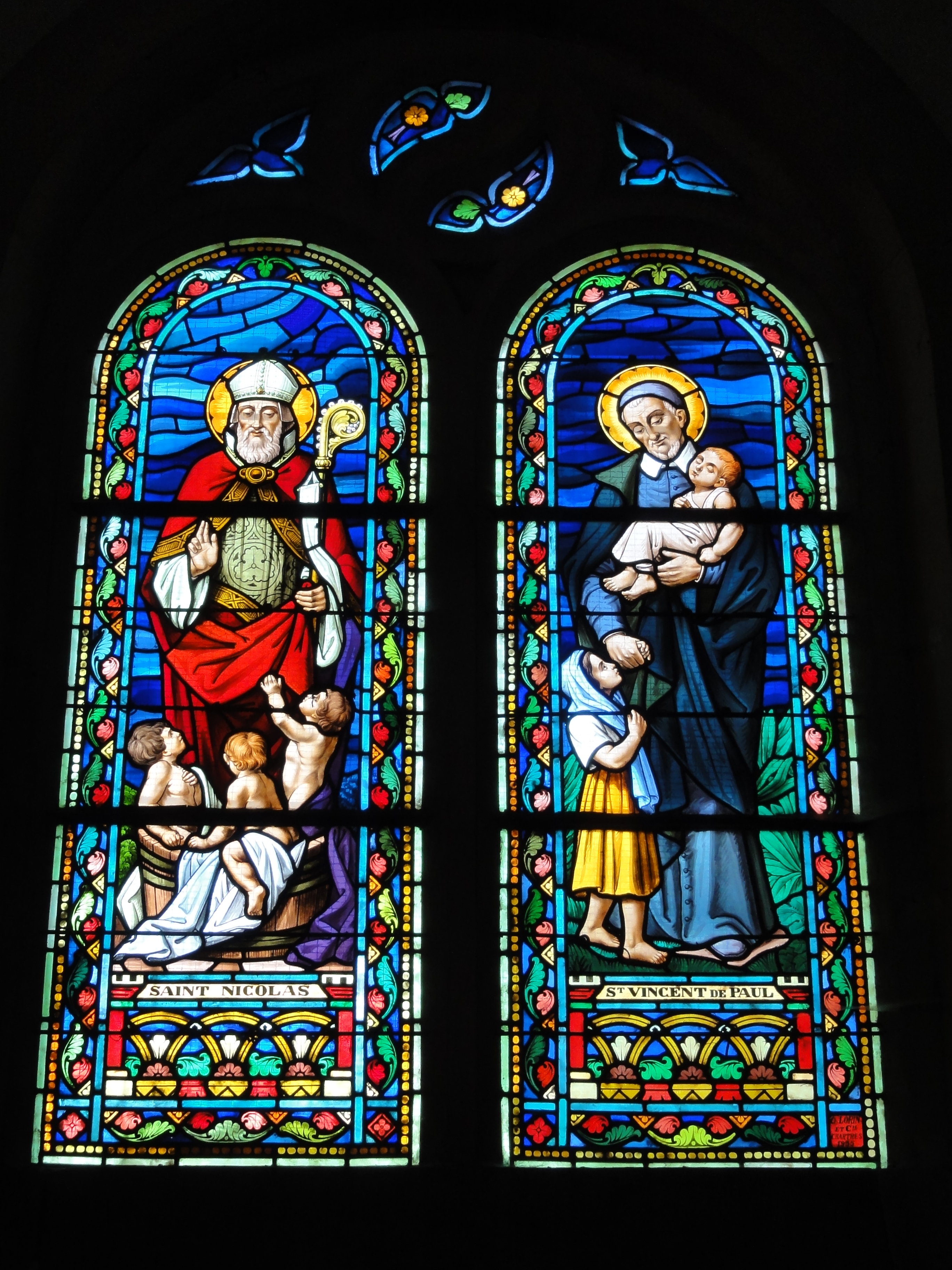
Vitrail de saint Nicolas, saint Vincent de Paul.

- Monument aux morts du cimetière.
- Mairie.
- Cimetière militaire allemand de Sissonne.
- Sissonne British Cemetery, jouxtant le cimetière allemand.

Lieux et monuments
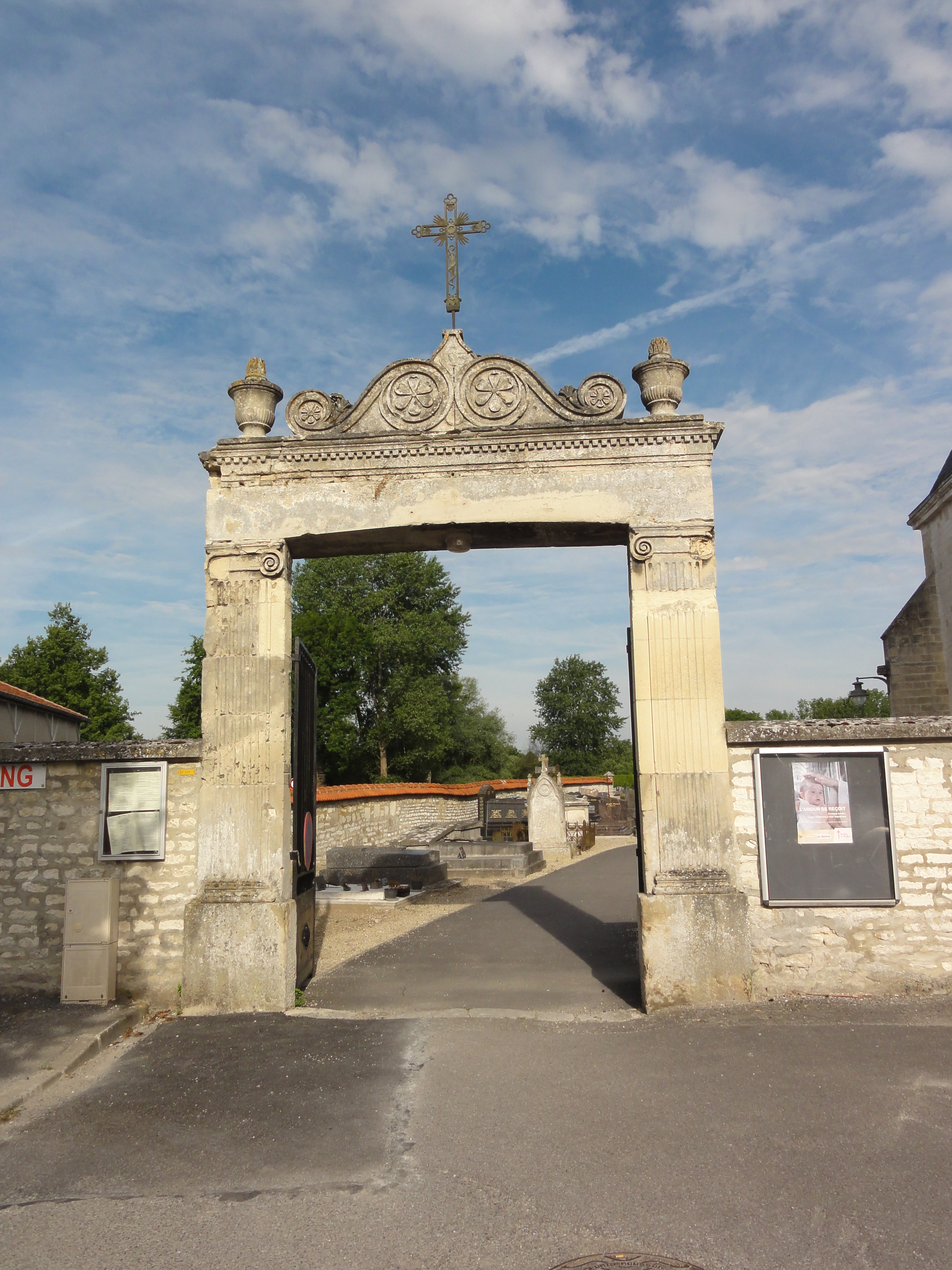
Portail du cimetière.
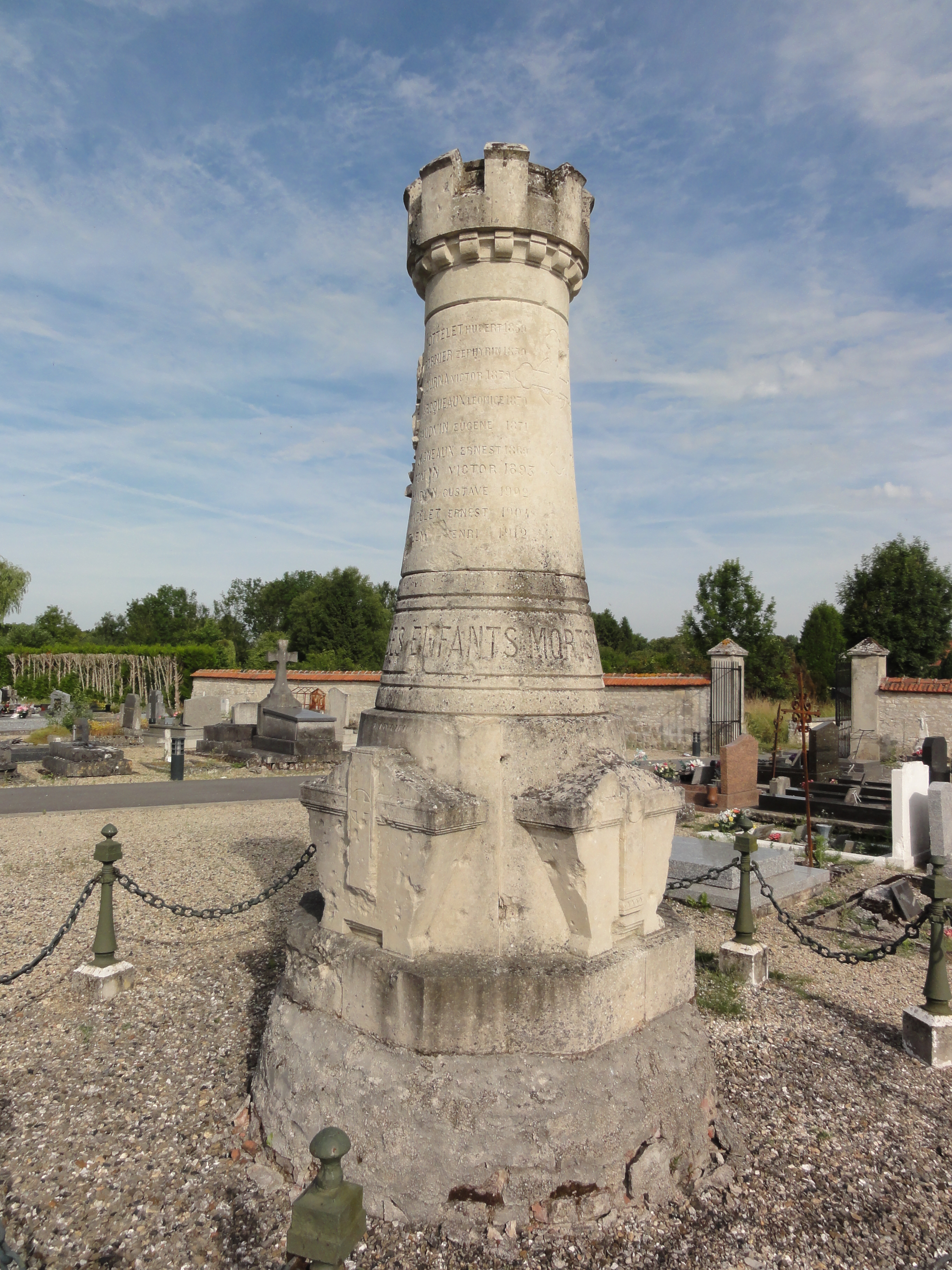
Monument aux morts au cimetière.
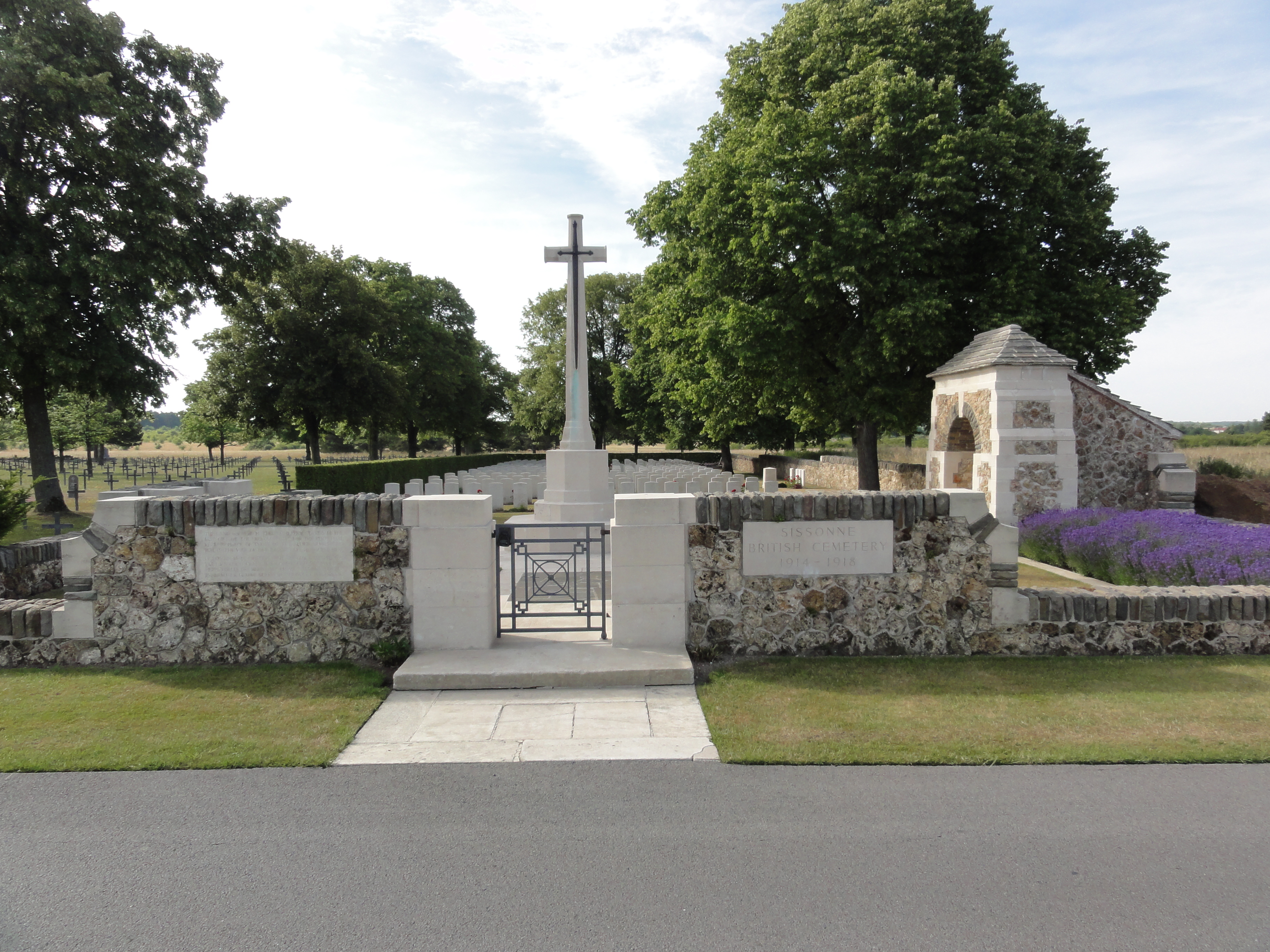
Sissonne Britsh Cemetery.

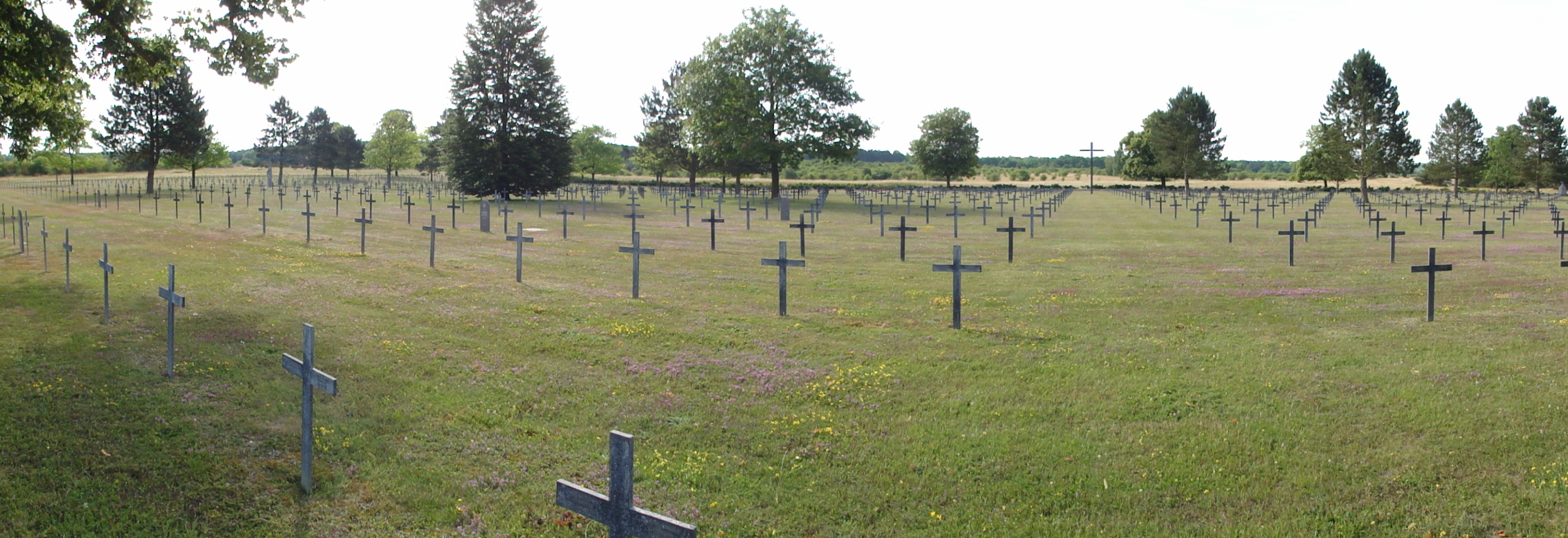
Cimetière militaire allemand, vue panoramique.

### Personnalités liées à la commune
- Guillaume Dupré (vers 1576-1643), sculpteur et médailleur natif de Sissonne.
- Nicolas Fricoteaux, président du conseil départemental de l'Aisne, né à Sissonne.
- Sophie Moressée-Pichot (1962-), épéiste, championne olympique et du monde.

### Héraldique
| Blason de Sissonne | Blason  | D'or au lion d'azur armé et lampassé de gueules, au croissant d'argent brochant. Ornements extérieursCroix de guerre 1914-1918 |
| Blason de Sissonne | Détails | Armes du dernier seigneur particulier de la commune, Miles (ou Milon) de Sissonne. Blason officiel.                            |